# آدم‌کش‌ها (فیلم ۱۹۴۶)
آدم‌کش‌ها (به انگلیسی: The Killers) فیلم نوآری است به کارگردانی رابرت سیودماک، محصول سال ۱۹۴۶ آمریکا که بر اساس داستان کوتاهی به همین نام اثر ارنست همینگوی ساخته شده‌است. در این فیلم برت لنکستر، اوا گاردنر، ادموند اوبراین و سام لوین در نقش‌های اصلی بازی می‌کنند. همچنین در این فیلم ویلیام کنراد اولین نقش خودش را بازی می‌کند. با این‌که در تیتراژ فیلم تنها نام آنتونی ویلر به عنوان فیلم‌نامه‌نویس آمده ولی جان هیوستون و ریچارد بروکز نیز در نوشتن فیلم‌نامه همکاری داشته‌اند.
این فیلم در سال ۲۰۰۸ به دلایل «فرهنگی، تاریخی، یا زیبایی‌شناسی قابل‌توجه» توسط کتابخانهٔ کنگرهٔ آمریکا برای ثبت در گنجینهٔ ملی فیلم آمریکا برگزیده شد.

## داستان
سویید که به خاطر شکستن دستش ناچار شده مشت‌زنی را کنار بگذارد و به دزدی رو آورد، دستگیرشده، اما برای جنایتی که مرتکب نشده محکوم شده‌است. کیتی، گناهکار واقعی، می‌گذارد سویید به خاطرش به زندان برود و خودش به روابطش با رئیس گانگسترها ادامه می‌دهد. پس از آزادی قهرمان فیلم از زندان، او با گروه گانگسترها در دزدی متهورانه‌ای از حقوق کارگران کارخانهای شرکت می‌کند. کیتی به سویید خبر می‌دهد که رئیس می‌خواهد سهم او از دزدی را بالا بکشد. سویید گروه را لو می‌دهد و کیتی را با خود به آتلانتیک‌سیتی می‌برد. چند روز بعد، کیتی سویید را ترک می‌کند و پول‌ها را با خود می‌برد. حالا مشت‌زن سابق مرده‌ای بیش نیست.

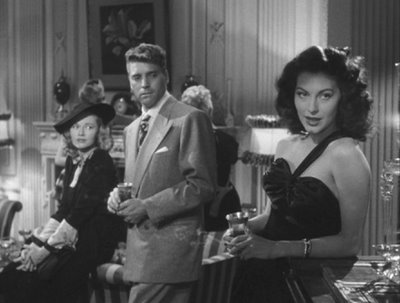
لنکستر و گاردنر

## بازیگران
- برت لنکستر در نقش پیت لوند/اول «سویید» اندرسون
- اوا گاردنر در نقش کیتی کالینز
- ادموند اوبراین در نقش جیم ریردون
- آلبرت دکر در نقش «جیم گنده» کالفاکس
- سام لوین در نقش ستوان سام لوبینسکی
- وینس بارنت در نقش چارلستون، هم‌سلولی سویید
- ویرجینیا کریستین در نقش لیلی هارمون لوبینسکی، دوست‌دختر سابق سویید، همسر کنونی سام لوبینسکی
- چارلز دی براون در نقش پکی رابینسون، مدیر برنامهٔ بکس سویید
- جک لمبرت در نقش «دام دام» کلارک
- دونالد مک‌براید در نقش آر.اس. کنیسون، رئیس ریردون
- چارلز مک‌گرا در نقش ال
- ویلیام کنراد در نقش مکس
- فیل براون در نقش نیک آدامز
- جف کوری در نقش «چشمکی» فرانکلین
- هری هیدن در نقش جرج
- بیل واکر در نقش سام
- کویینی اسمیت در نقش ماری الن داگرتی
- بئاتریس رابرتز در نقش پرستار
- جان ملیجان در نقش جیک شن‌کش
- ورا لوئیز در نقش ما هرش
- جان شیهان

## رابطهٔ فیلم و داستان اصلی

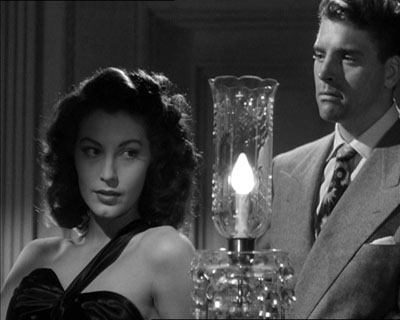
اوا گاردنر و برت لنکستر

ارنست همینگوی از میان فیلم‌هایی که بر اساس کارهایش ساخته شده بود تنها آدمکش‌ها (۱۹۴۶) را فیلم خوبی می‌دانست.
تهیه‌کنندهٔ این فیلم مارک هلینگر ۳۶٬۷۵۰ دلار برای حق نمایش این داستان به همینگوی پرداخت که در حقیقیت اولین محصول مستقل این تهیه‌کننده بود. فیلم‌نامه توسط جان هیوستون (که در تیتراژ نامد به دلیل قرارداد وی با برادران وارنر) و ریچارد بروکز نوشته شد.
داستان در بخش گشایش فیلم دقیقاً از متن اصلی داستان ارنست همینگ‌وی پیروی می‌کند؛ چون نقطهٔ دید در داستان آدمکش‌ها (۱۹۲۷) نقطهٔ دید عینی یا دراماتیک است — به عبارت دیگر، تمامی آکسیون بیرونی است — کار فیلم‌نامه‌نویس نسبتاً آسان است. اما بعد از فصل آغازین، باقی فیلم محصول ذهن آنتون ویلر است و شکل فلاش‌بک دارد (شاید به همین دلیل هم همینگوی، با وجود این‌که می‌گفت از فیلم خوشش می‌آید، همیشه پیش از تمام‌شدن حلقهٔ اول خوابش می‌گرفت). در داستان خواننده هرگز نمی‌فهمد که دو آدمکش برای چه می‌خواهند «اُل آندرسون» را بکشند. جرج می‌گوید: «احتمالاً کسی را لو داده. اونا برای این‌جور چیزها کسی را می‌کشند.» ویلر با استفاده از این یک جمله در متن اصلی، گذشته‌ای باورپذیر برای آدم اصلی داستان می‌سازد.

## نقدها
منتقد مجلهٔ لایف آدمکش‌ها را «یک ملودرام سینمایی عالی» خواند. «فیلمی که در آن لحظهٔ ملال‌آور، گفتگوی کلیشهای و شخصیت ساختگی نمی‌توان یافت — هیچ چیز مگر آکسیون تهدیدآمیزی که با کارایی فوق‌العاده هدایت شده‌است.» جان مک‌نالتی با نیز او موافق بود: «مواردی که هالیوود یک داستان کوتاه خوب را با کش‌دادن آن خراب کرده آن‌قدر متعدد است که این مورد خاص که در آن کیفیت متن اصلی حفظ شده، خوشحال‌کننده‌است… فیلم با آرامش ترسناکی شروع می‌شود و در سراسر آن قوتی که خصلت‌نمای داستان ارنست همینگوی است مشاهده می‌شود.»
با این حال، مانی فاربر در عین تحسین فیلم، اضافه می‌کند: «در این فیلم نوعی جلف‌بودن دیده می‌شود که آدم را یاد جواهرات جعلی می‌اندازد…» تیزترین اظهارنظر شاید از آن جیمز ایجی باشد: «داستان خوب ارائه شده‌است، اما گفتگوهای همینگوی که روی صفحه نوشته شده تا این اندازه جادویی به نظر می‌رسند و هنوز هم خیلی خوبند، بر پرده سینما ساختگی و رسمی به گوش می‌آیند؛ مانند شعرهای کوتاه شبانی. از بعد از بخش اول، دیالوگ‌ها هرچند به‌طور کلی ماهرانه نوشته شده‌اند و به گرد پای دیالوگ‌های همینگویی هم نمی‌رسند، اما چنان نوشته شده‌اند که علاوه‌بر این‌که شنیده می‌شوند دیده هم می‌شوند، از تصاویر بیرون می‌آیند، خیلی به دیالوگ‌های واقعی نزدیک‌ترند.»

## بازسازی

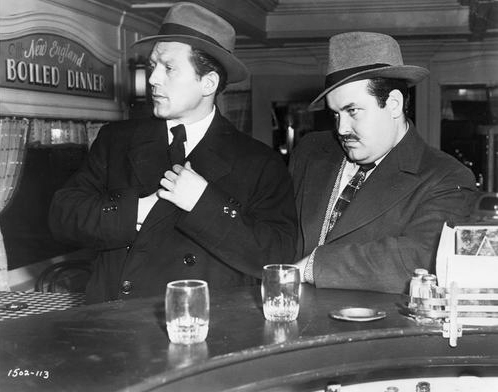
The Killers-1946 McGraw Conrad

آدم‌کش‌ها در ۵ ژوئن ۱۹۴۹ برای یک نمایش رادیویی نیم‌ساعته دراماتیزه شد که در Screen Director's Playhouse پخش شد و در آن برت لنکستر، شلی وینترز و ویلیام کنراد به ایفای نقش پرداختند.
در سال ۱۹۵۸ آندری تارکوفسکی که آن زمان دانشجوی فیلم بود فیلم کوتاه ۱۹-دقیقه‌ای بر اساس این داستان ساخت که بعدها در مجموعهٔ کرایتریون بر روی دی‌وی‌دی منتشر شد.
در سال ۱۹۶۴ نیز نسخهٔ دیگری از این فیلم ساخته شد که به همین نام بود ولی داستان در آن به‌روز شده بود. این فیلم که در اصل به عنوان یک فیلم تلویزیونی ساخته شده بود توسط دان سیگل کارگردانی شد و بازیگرانی از جمله لی ماروین، انجی دیکینسون، جان کاساویتز و رونالد ریگان در آن بازی کردند. فیلم سیگل به دلیل نمایش خشونت بیش‌ازحد برای صفحهٔ نمایش کوچک نامناسب تشخیص داده شد و در نتیجه تصمیم گرفته شد که بر روی پردهٔ سینماها به نمایش درآید. این فیلم برای اولین بار در اروپا و سپس در سال به بعد در آمریکا به نمایش درآمد.
صحنه‌هایی از فیلم «آدم‌کش‌ها» در فیلم نوآر تمسخرآمیز استیو مارتین با نام مرد مرده پیراهن چهارخانه نمی‌پوشد (۱۹۸۲) به کار گرفته شد.

## جوایز
برنده
- جایزه ادگار: از انجمن نویسندگان داستان‌های اسرارآمیز آمریکا برای بهترین فیلم، آنتونی ویلر (نویسنده)، مارک هلینگر (تهیه‌کننده) و رابرت سیودماک (کارگردان)؛ ۱۹۴۷.

کاندیدای جایزهٔ اسکار —۱۹۴۷
- جایزه اسکار بهترین کارگردانی: رابرت سیودماک.
- جایزه اسکار بهترین تدوین: آرتور هیلتون
- جایزه اسکار بهترین موسیقی فیلم: میکلوش روژا.
- جایزه اسکار بهترین فیلم‌نامه اقتباسی: آنتونی ویلر.

فهرست مؤسسهٔ فیلم آمریکا
- ۱۰۰ سال... ۱۰۰ هیجان به انتخاب بفا - نامزد[۱۱]
- ۱۰ برتر ۱۰ به انتخاب بفا - نامزد[۱۲]

## پی‌نوشت
1. ↑   The Killers در بانک اطلاعات اینترنتی فیلم‌ها (IMDb).
2. ↑  ماری، ارنست همینگوی و سینما.
3. ↑  Baker, Carlos. Hemingway, Princeton University Press; 4th edition, November 1, 1972.
4. ↑  Lethem, Jonathan. The Criterion Collection, "The Killers: Robert Siodmak and Don Siegel", essay. Last accessed: February 25, 2008.
5. ↑  ماری، ارنست همینگوی و سینما.
6. ↑  ماری، ارنست همینگوی و سینما.
7. ↑  ماری، ارنست همینگوی و سینما.
8. ↑   Ubiytsy (The Killers) در بانک اطلاعات اینترنتی فیلم‌ها (IMDb).
9. ↑   The Killers (1964) در بانک اطلاعات اینترنتی فیلم‌ها (IMDb).
10. ↑   Dead Men Don't Wear Plaid در بانک اطلاعات اینترنتی فیلم‌ها (IMDb).
11. ↑  AFI's 100 Years...100 Thrills Nominees
12. ↑  AFI's 10 Top 10 Ballot